# Mimnerm din Colophon
Mimnerm din Colophon (în greacă: Μίμνερμος, Mímnermos) a fost un poet din Grecia antică, ce a trăit prin perioada 630 - 600 î.Hr.
A fost influențat de Homer și a influențat la rândul său poeți ca Properțiu și Callimah.
Este cunoscut ca fiind creatorul elegiei erotice Nannó.
Prin poemul eroico-genealogic Smirnèis, este considerat unul dintre primii autori de elegii narative.